# Мятлев, Иван Петрович
Ива́н Петро́вич Мя́тлев (28 января [8 февраля] 1796, Санкт-Петербург — 13 [25] февраля 1844, там же) — русский поэт, камергер.
Получил известность, главным образом, как автор слов популярных городских романсов («Как хороши, как свежи были розы…», «Фонарики-сударики»), а также лёгких сатирических стихов для светского чтения, прежде всего, модной в своё время поэмы «Сенсации и замечания мадам Курдюковой».

## Биография
Сын петербургского богача П. В. Мятлева, который возглавлял Государственный ассигнационный банк, владел домом у Исакия, мызами Знаменка и Новознаменка. Его мать Прасковья Мятлева была старшей дочерью фельдмаршала Ивана Салтыкова и «светской львицы» Дарьи Чернышёвой. Знаменитой в московском обществе «усатой княгине» он приходился внучатым племянником.
C пяти лет числился в Коллегии иностранных дел. В чине корнета лейб-гвардии Конного полка принимал участие в Заграничном походе русской армии 1813—1814 годов; за отличие в сражении при Фер-Шампенуазе был награждён орденом Св. Владимира 4-й степени с бантом. Уйдя с военной службы, служил в Министерстве финансов (1821—1836). Состоял членом Общего присутствия при Департаменте мануфактур и внутренней торговли, в январе 1830 года был пожалован придворным званием камергера, в 1833 году — чином статского советника. Совершил большое заграничное путешествие (1834—1839), во время которого до 1836 года числился в отпуске, затем вышел в отставку. При выходе в отставку был пожалован чином действительного статского советника.
Вернувшись в Петербург, открыл в своем доме салон, где устраивал музыкальные вечера и приемы. В обществе пользовался большими симпатиями, хотя часто разыгрывал роль шута. Был в дружеских отношениях с Пушкиным, Вяземским, Жуковским и Лермонтовым. Появление Ивана («Ишки») Мятлева «вводило радость в общество; его ум оживлял беседу, его разговор прогонял скуку».

..в целом Петербурге не было человека более жизнелюбивого и весельчака, до такой степени, что не проходило ни одного бала, даже детского, на котором он, несмотря на свои 48 лет, не плясал бы до упаду наравне с самыми молодыми людьми. Карьеры его, литературная и светская, были совершенно своеобразные, и в этом смысле он представлял лицо типическое, которого летописец общественной жизни в царствование императора Николая не может пропустить в своей галерее. <...> Все его произведения имели некоторое достоинство только тогда, когда он сам их читал, а на это дело Мятлев был и мастер и охотник. В обществе он умел поставить себя в исключительное положение. Обладая огромным состоянием, живя уже несколько лет в отставке (на службе он был действительным статским советником и камергером), он окружил себя ореолом «светского поэта» и остряка, которому ради поэтического вдохновения или острого слова прощалось многое, что не сошло бы с рук простому смертному. Мятлев и в свите, и при дворе, наконец, и с самим государем, разыгрывал, в облагороженном роде, роль старинных наших шутов, над которыми, когда они говорили правду, даже иногда и самую колючую, только смеялись.— М. А. Корф, «Записки», 1845
Как поэт-любитель Мятлев издал два сборника стихотворений (СПб., 1834 и 1835), но известность приобрёл путевыми впечатлениями, изложенными в макаронических стихах под общим заглавием: «Сенсации и замечания г-жи Курдюковой за границей, дан л’Этранже» (Тамб. [на самом деле печ. В СПб.], 1840—1844; 2 изд., СПб., 1856—67). К повторному изданию «Сенсаций» Мятлев поставил эпиграф: «Не ву пле па? Не лизе па!». Популярности этого сочинения отчасти содействовало искусство, с которым автор читал его в петербургских гостиных, отчасти — литографии-иллюстрации В. Ф. Тимма. «Сенсации г-жи Курдюковой» были переделаны для сцены и играны в Александринском театре. Прототипом г-жи Курдюковой считается М. Е. Быховец.

«Сенсации г-жи Курдюковой» написаны языком, представляющим удачное подражание тому смешению французского с нижегородским, которое в то время господствовало в русском обществе, и вообще дают верный сколок тона, приемов, способов выражаться и понятий тогдашнего «света».— ЭСБЕ
В 1830-е гг. Мятлев сочинял шуточные стихи вместе с А. С. Пушкиным и П. А. Вяземским, который в письме Жуковскому называл его notre chef d’ecole. Известна также поэтическая записка Вяземского Пушкину, где он обещает, что на вечере будет Мятлев.
Любезный родственник, поэт и камергер,

А ты ему родня, поэт и камер-юнкер:

Мы выпьем у него шампанского на клюнкер.

И будут нам стихи на матерный манер.
Слава острослова Мятлева, к концу XIX века совершенно забытого, была так велика, что когда Смирдин предпринял своё издание «Сто русских литераторов», то Мятлев попал одним из ста уже в третий том. Это возбудило негодование Белинского, который «Сенсации г-жи Курдюковой» объявил книгой скучной и довольно плоской, а мелкие стихотворения Мятлева, воспевающие высокие предметы, — очень смешными.

Неожиданна в этом светском человеке 1830-х, всю жизнь проведшем в петербургских гостиных и за границей, жилка народности, которой проникнуты многие его стихотворения («Фонарики-сударики», «Новый год», «Настоечка тройная», «Разговор барина с Афонькой»). Полные собрания сочинений Мятлева были изданы в 1857 году в Петербурге, в 1893 году в Киеве и в 1894 году в Москве. Помимо перечисленных выше произведений, в них вошли книги с политипажами «Петергофский праздник» (СПб., 1842) и «Коммеражи» (СПб., 1844), а также поэма «Тарантелла» (СПб., 1844).
Мятлев состоял членом Рукодельного отделения Совета Императорского Вольного экономического общества и действительным членом Императорского минералогического общества.

Скончался от апоплексического удара в феврале 1844 года в Петербурге и был похоронен в семейном склепе в Троице-Сергиевой пустыни. По поводу его смерти П. Д. Дурново писал в своем дневнике: «Иван Мятлев умер сегодня утром в два часа. Он болел очень недолго. Говорят, что его унесли геморрой и паралич».

## Семья
Жена (с 1824) — Мария (Прасковья) Петровна Балк-Полева (10.02.1810 — 09.05.1861), дочь последнего представителя рода камергера и дипломата П. Ф. Балк-Полева. Вместе с мужем была знакома с Пушкиным, по-видимому о ней поэт писал жене, что за Марией Петровной бегают «холостые шарамыжники». В браке не отличалась верностью. П. А. Вяземский сообщал жене в мае 1832 года: «Здесь две скандальные истории: Обресков, оставил жену свою для Бобятинского, а молодую Мятлеву поймали в связи с beau-frère (зятем) Галаховым». Уехав вместе с мужем в заграничное путешествие (1834—1839), Мария Петровна не вернулась в Россию и осталась жить в Италии. Овдовев, она вышла второй раз замуж за барона Германа Франца фон Лютгенса. Умерла от «внутренней женской болезни» в Гейдельберге. Похоронена на православном кладбище в Висбадене.
Дети:
- Пётр Иванович (1826 — 07.01.1891), ротмистр, тайный советник, с 1866 года женат на Марии Ивановне Донауровой (1843—1918). Умер от кровоизлияния в мозг.
- Владимир Иванович (04.05.1830 — 03.04.1900), камергер двора, коллекционер, при жизни передавший свою коллекцию в Эрмитаж. Был женат на своей двоюродной сестре Варваре (1847—1908), дочери И. Г. Бибикова.
- Мария Ивановна (28.07.1835 — 30.07.1835), родилась в Франкфурте-на-Майне, похоронена там же.

Внук — поэт Владимир Петрович Мятлев (1868—1946).

## Сочинения
- Полное собраніе сочиненій И.П. Мятлева, Том 1 в «Книгах Google»
- Полное собраніе сочиненій И.П. Мятлева, Том 2 в «Книгах Google»